# Río Guatapurí
Le río Guatapurí est une rivière de Colombie et un affluent du río Cesar dans le bassin du Río Magdalena.

## Géographie
Le río Guatapurí prend sa source près du Pic Cristóbal Colón, sur le versant est de la sierra Nevada de Santa Marta, dans le département de Cesar. Il coule ensuite vers le sud-est avant de rejoindre le río Cesar, au niveau de la municipalité de Valledupar.